# Tysklands marin under andra världskriget
Kriegsmarine (tyskt uttal: [ˈkʁiːksmaˌʁiːnə], ”Krigsmarinen”) var benämningen på den tyska marinen åren 1935-1945, en av Wehrmachts tre försvarsgrenar.

## Förkrigstiden
Kriegsmarines föregångare var Weimarrepublikens Reichsmarine. Den tyska flottan behöll namnet fram till 1935, två år efter det nazistiska maktövertagandet. Redan innan detta maktövertagande hade en viss tysk flottupprustning påbörjats i och med sjösättningen av de första fickslagskeppen. Den tyska flottan var efter förlusten i första världskriget genom Versaillesfördraget begränsad till storleken och i hur många och tunga skepp de kunde bygga. Man var också förbjuden att bygga ubåtar. Under Adolf Hitler bröt man mot fördraget och accelererade upprustningen markant i och med den ambitiösa Plan Z som dock inte hann bli genomförd innan krigsutbrottet. Genom det tysk-brittiska flottavtalet 1935 fick Tyskland rätt att bygga en flotta med ett tonnage motsvarande 35% av den brittiska, men även denna begränsning förkastades i april 1939 av Hitler.
Under det spanska inbördeskriget 1936-1939 skickades de tyska fickslagskeppen tillsammans med flera mindre enheter till Spanien under förevändning om att genomdriva Nationernas Förbunds vapenblockad av båda parter. I verkligheten stödde de Francisco Francos styrkor mot de spanska republikanerna.

## Andra världskriget
Den tyska flottan utgjordes 1939 av följande moderna fartyg: slagskeppen Gneisenau och Scharnhorst, tre pansarskepp av typ Deutschland (speciellt byggda för handelskrig i Atlanten) , tre tunga kryssare, 6 lätta kryssare, 26 jagare och cirka 60 ubåtar. Flera fartyg var under byggnad, bland andra slagskeppen Tirpitz och Bismarck, två kryssare och ett stort antal ubåtar.
Vid andra världskrigets utbrott skrotades de flesta ofärdiga fartygen i Plan Z och de tyska varven ställdes istället om till att bygga ubåtar. Kriegsmarines huvudsakliga insatser under andra världskriget var invasionen av Norge 1940 och slaget om Atlanten. Kriegsmarine hade även ansvar för kustartilleriet i Tyskland och det ockuperade Europa samt luftvärnet som skyddade viktiga hamnar. 
I krigets slutskede sattes i stort sett alla enheter in för att evakuera tyskar undan de ankommande sovjetiska styrkorna. Operationerna var i stort lyckade och bland annat bortåt 500 000 människor från Ostpreussen evakuerades på detta sätt. Den tyska marinen satte under denna period även upp några divisioner infanteri bestående av övertaliga flottister och annan personal som normalt inte deltar i landkrigföring.

## Organisation

### Marinledning

Kommandotecken för storamiral

Den tyska marinledningen, Oberkommando der Kriegsmarine (OKM) fanns i Berlin. Vid krigsutbrottet 1939 grupperades den operativa sjöstridsledningen i en bunkeranläggning i Lobetal utanför Berlin, med täcknamnet Koralle.
I OKM ingick följande avdelningar:
- Seekriegsleitung, operativt ansvar för utom-inhemska hav
- Marinekommandoamt, operativt ansvar för inhemska farvatten samt för utbildning
- Marinewaffenhauptamt, materiel
- Allgemeine Marinehauptamt, marinförvaltning
- Hauptamt Kriegsschiffbau, fartygsbyggnad

Från 1928 till 1945 fanns det fyra tyska marinchefer, Oberbefehlshaber der Kriegsmarine: 
- 1928-1943 storamiral Erich Raeder.
- 1943-1945 storamiral Karl Dönitz.
- 1945 generalamiral Hans-Georg von Friedeburg.
- 1945 generaladmiral Walter Warzecha (av de allierade insatt som tjänsteförrättande marinchef)

### Marinens territoriella organisation 1939
Städerna Wilhelmshaven och Kiel var de viktigaste marina baserna för Nordsjön respektive Östersjön. Där fanns stora marina anläggningar med varv, verkstäder och utbildningsanstalter. I de större hamnstäderna fanns Kriegsmarinedienststellen för att upprätthålla kontakten mellan örlogs- och handelsflottorna. Kustbefästningar vid nordsjö- och östersjökusterna rustade sjöstridskrafterna, med undantag av skol- och försöksfartyg, och var sammanförda till ett Flottenkommando under befäl av en Flottenchef.
- Marinegruppenkommando Ost - Östersjöns marindistrikt
  - Marinestation der Ostsee - örlogsstation
    - Befehlshaber der Sicherung der Ostsee - kustförsvarschef
- Marinegruppenkommando West - Nordsjöns marindistrikt
  - Marinestation der Nordsee - örlogsstation
    - Befehlshaber der Sicherung der Nordsee - kustförsvarschef

### Marinens operativa organisation 1939
- Flottenkommando - kustflottan
  - Befehlshaber der Panzerschiffe - pansarfartyg
  - Befehlshaber der Aufklärungsstreitkräfte - spaningsförband
    - Führer der Torpedoboote - torpedbåtar
    - Führer der Minensuchboote  - minröjning
    - Führer der U-Boote - ubåtar

## Fartyg
- Huvudartikel Tyska örlogsfartyg.

Efter kriget delades de fartyg som fanns kvar upp mellan segermakterna som använde dem i olika syften. 1956 bildades Bundesmarine i Västtyskland, och samma år bildades föregångaren till Volksmarine i Östtyskland.

## Personal

### Officersutbildning 1938/39
| Utbildningssteg         | Längd i månader | Befordran           |
| ----------------------- | --------------- | ------------------- |
| Militär grundutbildning | 3               |                     |
| Skolfartyg              | 5               | Seekadett           |
| Sjökrigsskolan          | 5               | Fähnrich z. See     |
| Tjänstegrenskurser      | 2               |                     |
| Fartygstjänst           | 8               | Oberfähnrich z. See |
| Officerstjänst          | 1               | Leutnant z. See     |

- Källa: [2]

### Personalstyrka

#### 1943
| Personalkategori           | Personalstyrka |
| -------------------------- | -------------- |
| Officerare                 | 22 000         |
| Civilmilitära tjänstemän   | 14 000         |
| Underofficerare och sjömän | 613 000        |
| Summa                      | 649 000        |

- Källa: [3]

#### Fördelning på vapenslag 1943
| Vapenslag                            | Officerare | Civilmilitära tjänstemän | Underofficerare och sjömän |
| ------------------------------------ | ---------- | ------------------------ | -------------------------- |
| Ytstridskrafterna                    | 9 600      | 5000                     | 224 000                    |
| Ubåtsvapnet                          | 9 600      | 5000                     | 56 000                     |
| Kustartilleriet och marinluftvärnet  | 3 500      | 5000                     | 181 000                    |
| Depå-, träng- och utbildningsförband | 8 700      | 8 600                    | 142 000                    |

- Källa: [3]

### Stridsförluster
- Stupade: 65 000
- Saknade: 105 000
- Sårade: 21 000
- Källa: [4]

## Militära grader i Kriegsmarine
|  |  |  |  |